# Ilguilas Weila
Ilguilas Weila (* 1957 in Barmou) ist ein nigrischer Abolitionist und Gründer der Menschenrechtsorganisation Timidria, die sich gegen die Sklaverei in Niger einsetzt. 2004 wurden Ilguilas Weila und Timidria mit dem Anti-Slavery Award der internationalen Organisation Anti-Slavery International ausgezeichnet.
Sklaverei ist in Niger offiziell verboten und die nigrische Regierung streitet die Existenz von Sklaverei ab, doch Menschenrechtsorganisationen wie Anti-Slavery International schätzen die Zahl der Sklaven im Land auf mindestens 40.000. Ilguilas Weila sprach in seiner Rede zum Anti-Slavery Award 2004 gar von 870.000.
Ilguilas Weila wurde im Dorf Ourihamiza geboren, das damals im Arrondissement Tchintabaraden lag und sich heute im Gebiet der Landgemeinde Barmou befindet. Er gehört der hochgestellten dunkelhäutigen Tuareg-Untergruppe Igorane an. Weila besuchte die Grundschule in seinem Heimatdorf und setzte seine Ausbildung an der allgemeinbildenden Mittelschule in Tahoua und an der Berufsschule für Telekommunikation in Niamey fort. Währenddessen absolvierte er ein einjähriges Praktikum bei Agence France-Presse.
Am 28. April 2005 wurden Ilguilas Weila und fünf seiner Mitstreiter festgenommen, weil sie beschuldigt wurden, Gelder von internationalen Partnerorganisationen wie Anti-Slavery International in Höhe von zwei Milliarden CFA-Francs veruntreut zu haben. Anti-Slavery International bestritt dies. Vier der Beschuldigten wurden bald darauf wieder freigelassen. Am 19. Mai fand in der Hauptstadt Niamey eine Demonstration gegen Weilas Verhaftung statt. Am 17. Juni wurden Weila und sein Mitgefangener Alassane Biga gegen Kaution freigelassen.